# Zdenko Knötgen
Zdenko Knötgen (ur. 2 lutego 1892 w Wiedniu, zm. 7 lutego 1959 w Grazu) – oficer cesarskiej i królewskiej Marynarki Wojennej, kapitan żeglugi wielkiej, w latach 20. XX wieku kapitan polskich transatlantyków. Ostatnim, jakim dowodził tuż przed wojną i w jej trakcie, był MS „Sobieski”.

## Życiorys
15 czerwca 1911, po ukończeniu c. i k. Akademii Marynarki Wojennej w Rijece, został mianowany na stopień kadeta marynarki ze starszeństwem z 1 lipca tego roku, wcielony do c. i k. Marynarki Wojennej oraz przydzielony do załogi pancernika SMS „Radetzky”.
Walczył w czasie I wojny światowej. 1 maja 1918 został mianowany na stopień porucznika okrętu liniowego.
W okresie międzywojennym uzyskał polskie obywatelstwo i był kapitanem polskich transatlantyków. Pierwszym statkiem, jakim dowodził w Polsce w latach 1922–1926, był masowiec „Wisła” (który został wyrzucony na mieliznę podczas sztormu 10 października 1926), później SS Pułaski. Był bohaterem kilku opowiadań Karola Borchardta m.in. (Klejnoty i pretorianie). Jako syn Austriaka i Słowaczki słabo mówił po polsku, znany był jako „Kapitan Białe Mszy” co wzięło się z przekręconego przez niego powiedzenia o białych myszach. W trakcie II wojny światowej nieprzerwanie dowodził transatlantykiem Sobieski .
Kolekcjonował własnoręcznie schwytane i spreparowane motyle. Posiadał też oswojoną przez siebie samicę pająka ptasznika o imieniu Czikita. Jego dewizą było Szczęśliwy, kto niepostrzeżenie przejdzie przez życie.
Po zakończeniu wojny kapitan Knötgen osiadł w Nowej Zelandii, by następnie przenieść się do Australii.

## Ordery i odznaczenia
- Złoty Krzyż Zasługi z Mieczami (1945)[6]
- Medal Morski Polskiej Marynarki Handlowej[9]
- Złoty Krzyż Zasługi (11 listopada 1936)[10]
- Krzyż Wybitnej Służby (dwukrotnie, Wielka Brytania)[6]
- Krzyż Oficerski Orderu Imperium Brytyjskiego (Wielka Brytania)[6]
- Krzyż Zasługi Wojskowej 3 klasy z dekoracją wojenną i mieczami (Austro-Węgry)[3]
- Signum Laudis Srebrny Medal Zasługi Wojskowej z mieczami na wstążce Krzyża Zasługi Wojskowej (Austro-Węgry)[3]
- Signum Laudis Brązowy Medal Zasługi Wojskowej z mieczami na wstążce Krzyża Zasługi Wojskowej (Austro-Węgry)[3]
- Krzyż Wojskowy Karola (Austro-Węgry)[3]